# Arnaud Dublé
Arnaud Dublé (* 13. Mai 1980 in Bordeaux) ist ein ehemaliger französischer Bahnradsportler.
1995 wurde Arnaud Dublé französischer Jugend Meister im Sprint, im Jahr darauf errang er zwei Titel, im Sprint sowie im Zweier-Mannschaftsfahren. 1997 wurde er französischer Junioren-Meister im 1000-Meter-Zeitfahren.
1998 errang Arnaud Dublé den Titel des Junioren-Weltmeisters im Teamsprint, gemeinsam mit Mickaël Quemener und Thomas Montano. Im Jahr darauf wurde er Vize-Europameister (U23) im Zeitfahren. 2000 gewann er beim Lauf des Bahnrad-Weltcups in Cali das Zeitfahren, zwei Jahre später in Monterrey gemeinsam mit Arnaud Tournant und Franck Durivaux den Teamsprint. Beim Weltcup-Lauf in Sydney im selben Jahr wurde er Zweiter im Sprint; 2003 gewann er gemeinsam mit Matthieu Mandard und François Pervis in Aguascalientes den Teamsprint und belegte im Sprint Rang drei.
Mehrfach startete Dublé auch bei UCI-Bahn-Weltmeisterschaften: Seine beste Platzierung war Platz fünf 2001 im Zeitfahren. Im selben Jahr stellte er in La Paz einen Weltrekord über 500 Meter bei fliegendem Start auf mit 25,850 Sekunden. 
2003 beendete Dublé seine aktive Radsport-Karriere.

## Teams
- 2001–2003 Équipe Cofidis